# Geschiedenis van de tandheelkunde

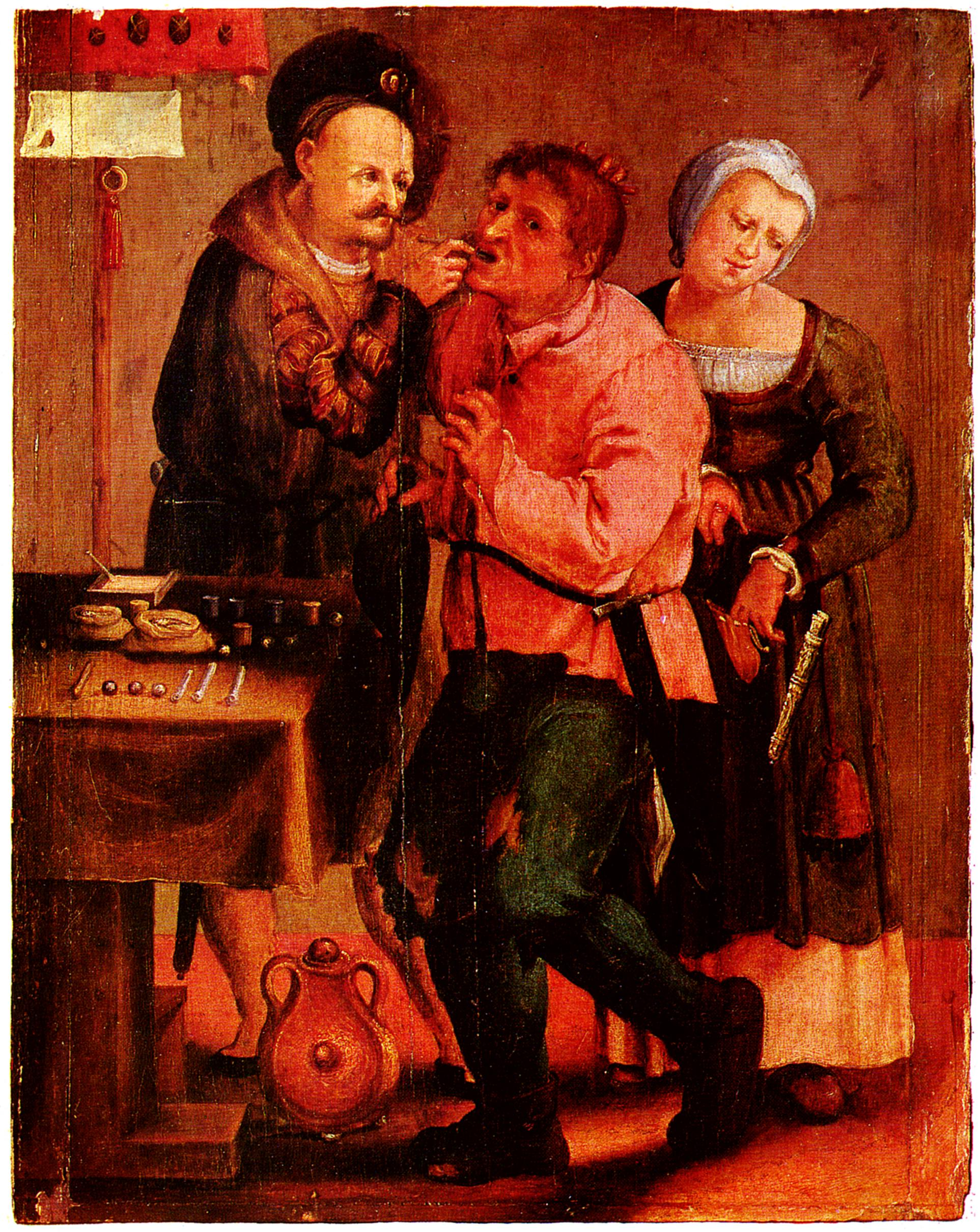
Boer bij de tandarts, Johann Liss, ca. 1616-17, naar een origineel van Lucas van Leyden

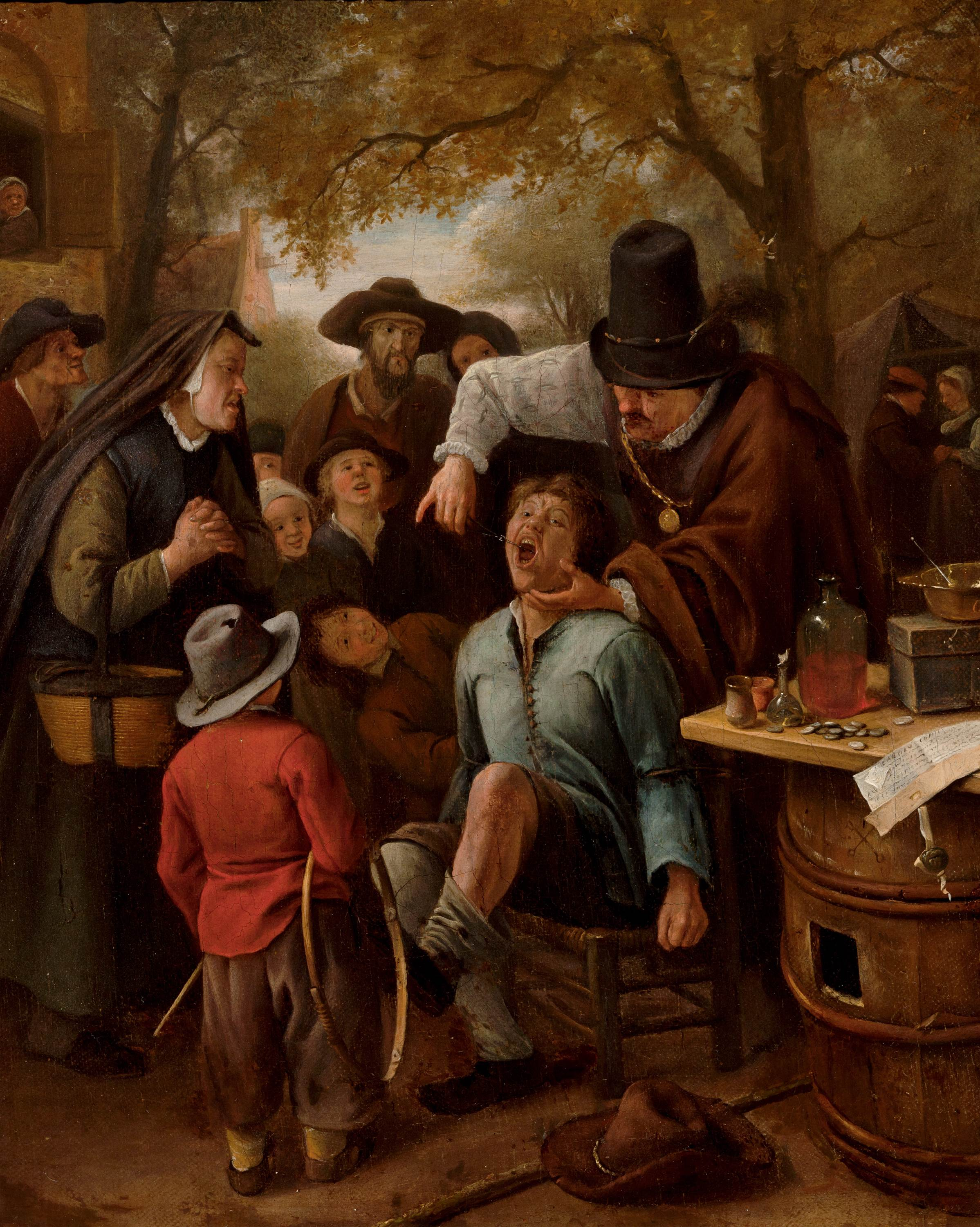
De kiezentrekker, Jan Steen, 1651

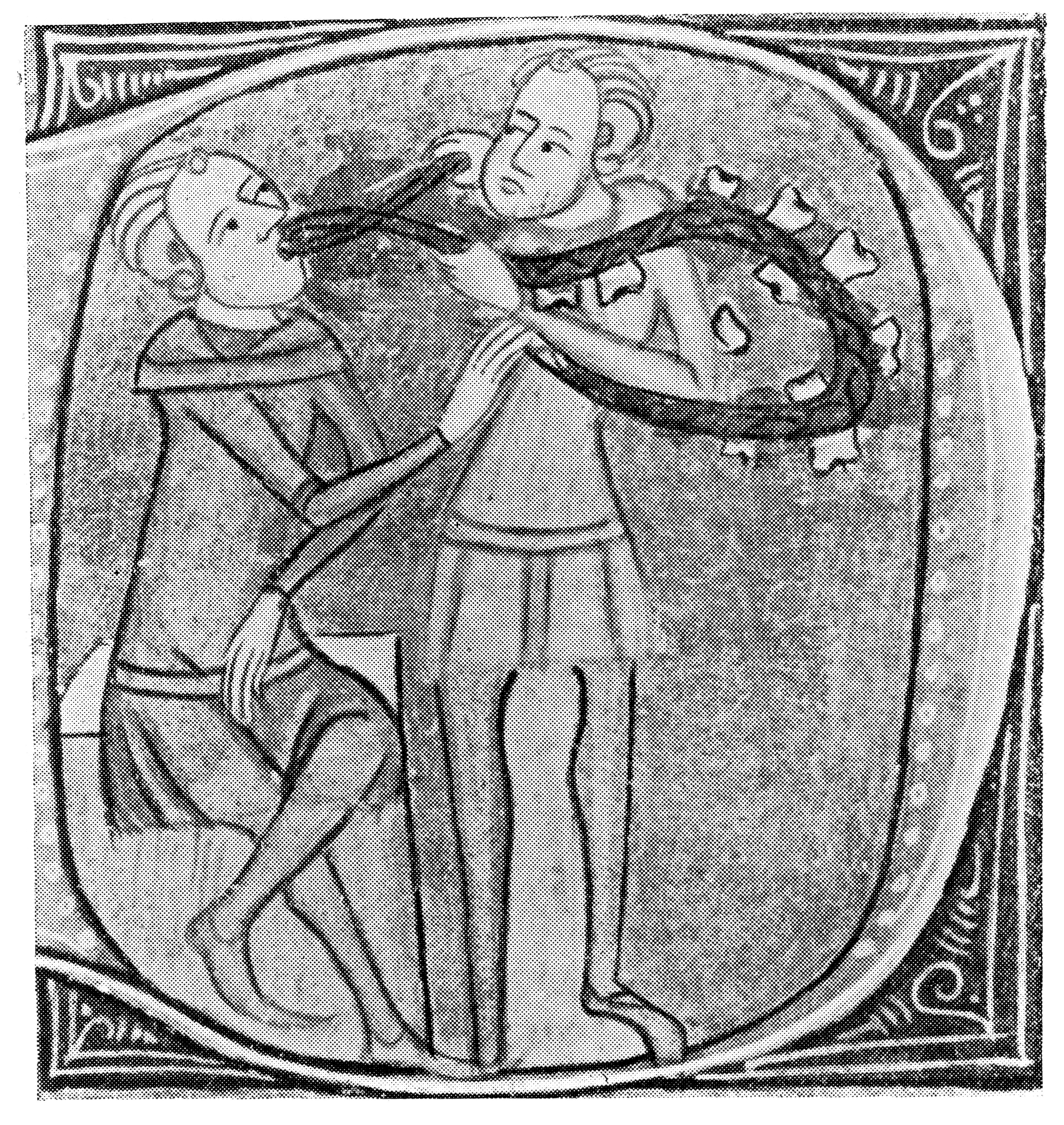
Afbeelding uit de 14e eeuw

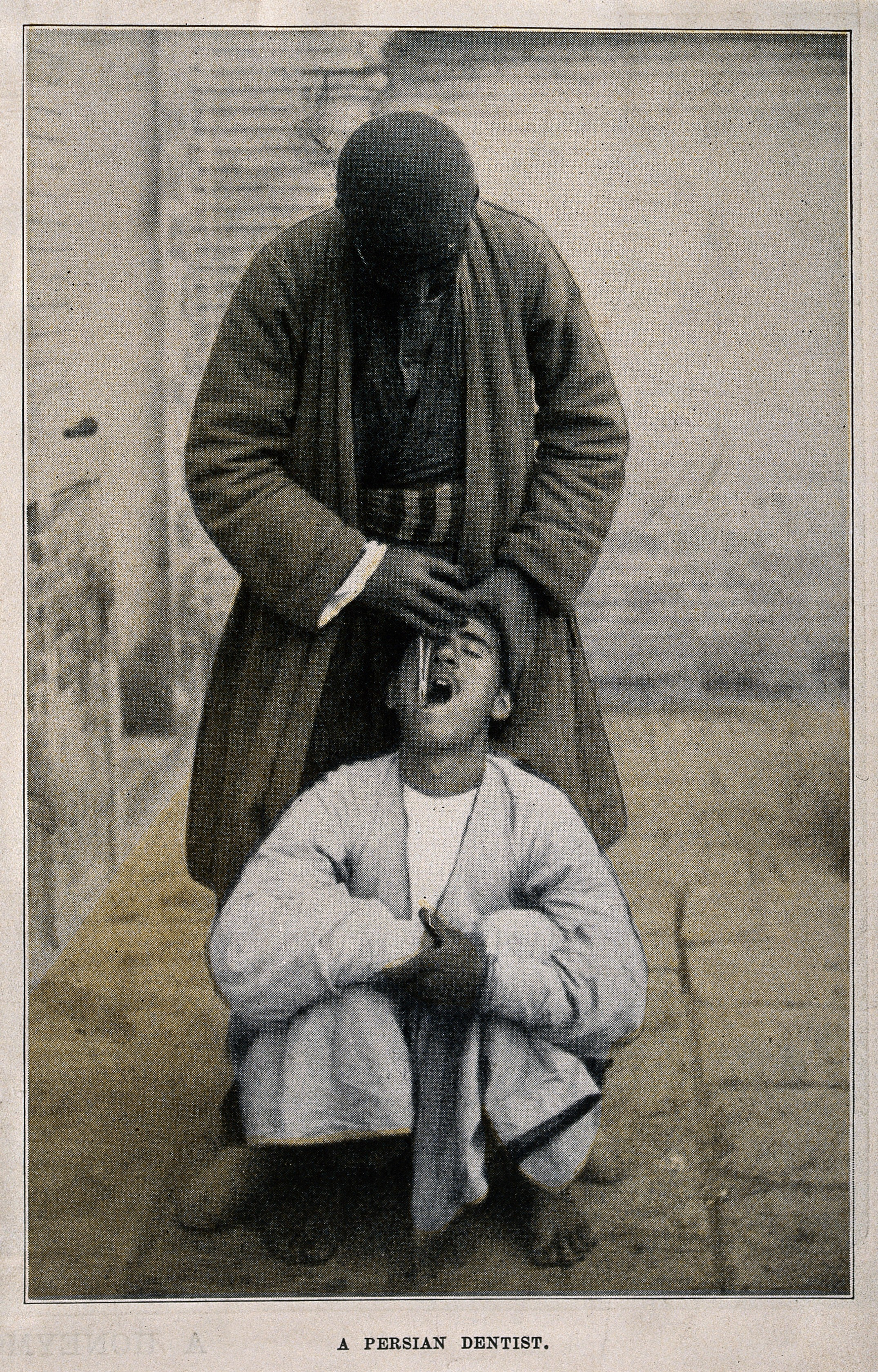
Een tandarts uit Perzië

In dit artikel wordt de geschiedenis van de tandheelkunde beschreven.

## Prehistorie

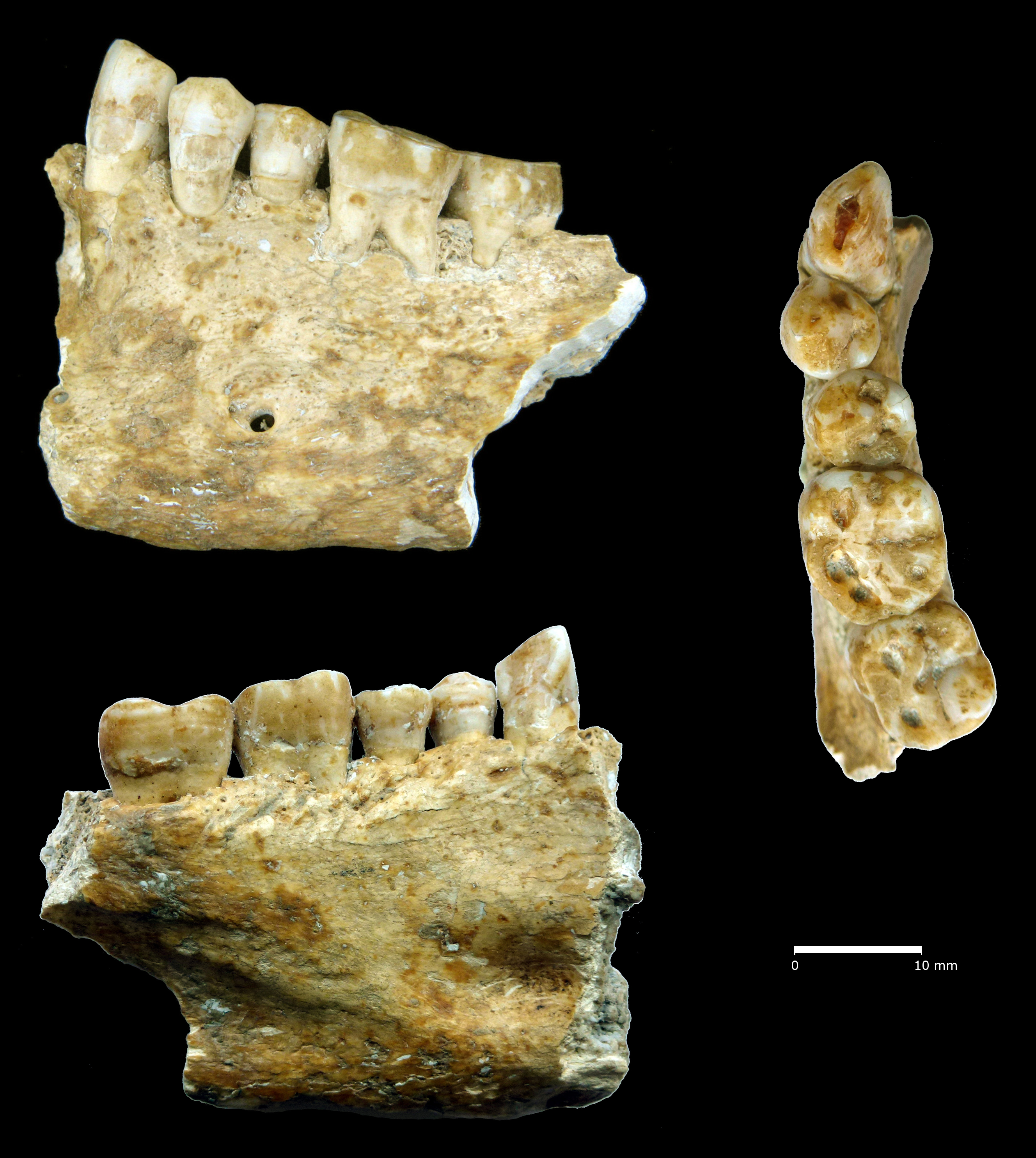
Kies gevuld met bijenwas uit de steentijd (Slovenië)

De oudste aanwijzingen voor tandheelkunde dateren uit de nieuwe steentijd (Neolithicum I) in Pakistan, waar men elf geboorde kiezen heeft gevonden. Uit een reconstructie van deze techniek concludeert men dat er gebruik werd gemaakt van een boogboor met stenen punt.

## Antieke oudheid
In een Sumerische tekst van 5000 v.Chr. wordt een "tandworm" aangewezen als oorzaak van tandbederf, een opvatting die we ook vinden in het oude India, Egypte, Japan en China. We vinden de legende van de Sumeriërs ook in de geschriften van Homerus.
De Papyrus Edwin Smith is geschreven in het Egypte van de 17e eeuw voor Chr., maar de tekst geeft mogelijk teksten weer die teruggaan tot 3000 v.Chr. Deze papyrus bevat informatie over de behandeling van enkele tandheelkundige aandoeningen. Rond 3000 v.Chr. wordt Hesi-Re ("Grootste der tanden") genoemd als eerste tandarts. De Egyptenaren zetten losse tanden vast met gouddraad. In de 18e eeuw v.Chr. noemt de Codex Hammurabi tweemaal het trekken van een kies als straf.

## Klassieke oudheid
Archeologisch onderzoek in de Grieks-Romeinse wereld laat pogingen zien om gebitsprotheses te maken en pogingen tot kaakchirurgie. In het klassieke Griekenland schreven de arts Hippocrates en de filosoof Aristoteles over tandheelkunde. Zij beschreven de volgorde waarin tanden en kiezen doorbraken, de behandeling van rotte kiezen en tandvleesziekten. Ook vinden we bij hen het stabiliseren van losse tanden en gebroken kaken met draad.
Volgens sommigen waren het de Etrusken die rond 700 v.Chr. voor het eerst bruggen en kronen maakten. De Romeinse schrijver over medische onderwerpen Aulus Cornelius Celsus schrijft uitvoerig over mondziekten en over gebitsbehandelingen zoals verzachtende en versterkende dranken die een pijnstillend middel bevatten.

## Middeleeuwen en renaissance
In het verleden was het trekken van tanden en kiezen de voorkeursbehandeling voor allerlei ziekten.
Van de middeleeuwen tot ver in de 19e eeuw was tandheelkunde nog geen vak op zich, maar een bezigheid van de barbiers en de algemeen arts. De barbier volstond veelal met het trekken van de kies of tand, wat een effectieve manier was om de pijn en eventuele infectie te doen verdwijnen.
Instrumenten voor het trekken van tanden en kiezen zijn gaandeweg ontwikkeld. In de 14e eeuw vond Guy de Chauliac de zogeheten tandenpelikaan uit, die tot de 18e eeuw in gebruik bleef, waarna hij vervangen werd door de sleutel en in de 20e eeuw ten slotte door allerlei extractietangen.
In de jaren na 1400 wordt de Franse barbiers het opereren verboden; met als uitzonderingen aderlaten, koppen en bloedluizen zetten en tanden trekken. Het eerste boek dat geheel aan tandheelkunde was gewijd was het Artzney Buchlein uit 1530. Ambroise Paré ruimde in zijn boek over chirurgie, verschenen in 1575, ook plek in voor tandheelkunde.

## 17e tot en met de 19e eeuw
Tussen 1650 en 1800 werd tandheelkunde een moderne wetenschap. De 17e-eeuwse Franse arts Pierre Fauchard wordt beschouwd als de vader van de moderne tandheelkunde. Hij maakte veel gebruik van protheses, legde vullingen bij tandbederf, verwijderde de zieke pulpa uit een kies en stelde terecht dat zuren die ontstaan uit suikers de oorzaak van tandbederf zijn.
- 1683: Antoni van Leeuwenhoek ziet met zijn zelfgemaakte microscoop bacteriën in de tandplaque uit zijn eigen mond.
- 1746: Claude Mouton brengt een gouden kroon aan. Hij adviseert ze van ivoor te maken, omdat dit mooier staat.
- 1760: John Baker, de eerste tandarts met een medische opleiding, vestigt zich in Engeland.
- 1780: William Addis maakt de eerste moderne tandenborstel.
- 1789: Nicolas Dubois krijgt patent op een porseleinen tand.
- 1790: John Greenwood ontwerpt een met de voet aangedreven boor; het idee ontleende hij aan de naaimachine van zijn moeder.
- 1790: De eerste tandartsstoel wordt geïntroduceerd, in 1831 de eerste stoel waarin de patiënt ligt.
- 1830: De gebroeders Crawcorn introduceren amalgaam in de Verenigde Staten, wat tot hevige controverses aanleiding zal geven.
- 1839: Charles Goodyear introduceert vulkaniet, een uithardend rubber.
- 1844: Tandarts Wells behandelt zijn patiënten met behulp van lachgas, en in 1846 doet Mortoon dit met ether.
- 1880: De ontwikkeling van de tube maakt tandpasta mogelijk.
- 1884: Plaatselijke verdoving met behulp van cocaïne; in 1901-1905 wordt procaïne geïntroduceerd.
- 1895: C. Edmond Kells maakt de eerste tandheelkundige röntgenfoto.
- 1913: Eerste opleiding voor mondhygiënisten.
- 1914: De Nederlandse Maatschappij tot Bevordering der Tandheelkunde (NMT) wordt opgericht.
- 1930-1943: Frederick McKay ontdekt dat fluoridering van het drinkwater enerzijds mottled enamel veroorzaakt, anderzijds tandbederf voorkomt. Hij zoekt uit welke dosis tandbederf tegengaat zonder de vlekken op het glazuur te doen ontstaan.
- 1962: Composietvullingen.
- 1967: De Nederlandse Vereniging van Mondhygiënisten (NVM) wordt opgericht onder de naam Nederlandse Organisatie van Mondhygiënisten.
- 1970: België en Nederland besluiten het drinkwater niet te fluorideren. In deze landen wordt fluoride nu door de tandarts en bij het tandenpoetsen aangebracht.
- 1989: YAG-laser.